# Edwin Bustillos
Edwin Bustillos (từ trần năm 2003) là một kỹ sư nông nghiệp và là nhà bảo vệ môi trường người México.
Ông đã được thưởng Giải Môi trường Goldman năm 1996, cho các nỗ lực của ông trong việc bảo quản đất ở dãy núi Sierra Madre Occidental (phía tây Mexico, giáp biên giới Hoa Kỳ).